# NGC 253
NGC 253 је спирална галаксија у сазвежђу Вајар која се налази на NGC листи објеката дубоког неба.
Деклинација објекта је - 25° 17' 15" а ректасцензија 0h 47m 33,1s. Привидна величина (магнитуда) објекта NGC 253 износи 7,3 а фотографска магнитуда 8,0. Налази се на удаљености од 3,337 милиона парсека од Сунца. NGC 253 је још познат и под ознакама ESO 474-29, MCG -4-3-9, UGCA 13, Sculptor galax, Silver DollarPGC 2789.